# Kathiri

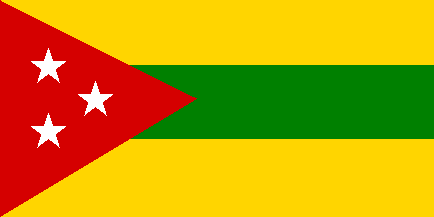
Flagge des Sultanats

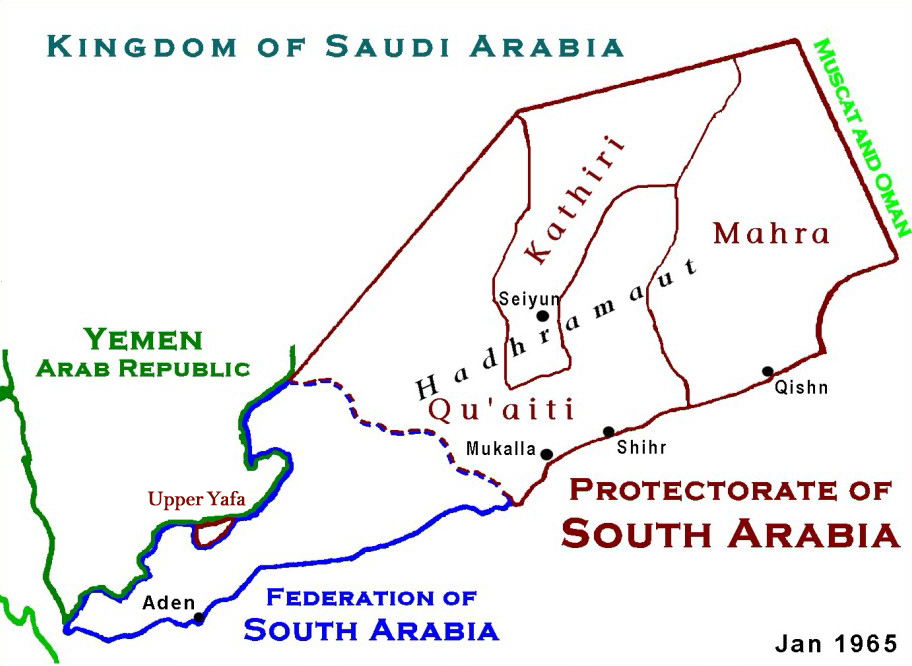
Karte des Protektorats von Südarabien

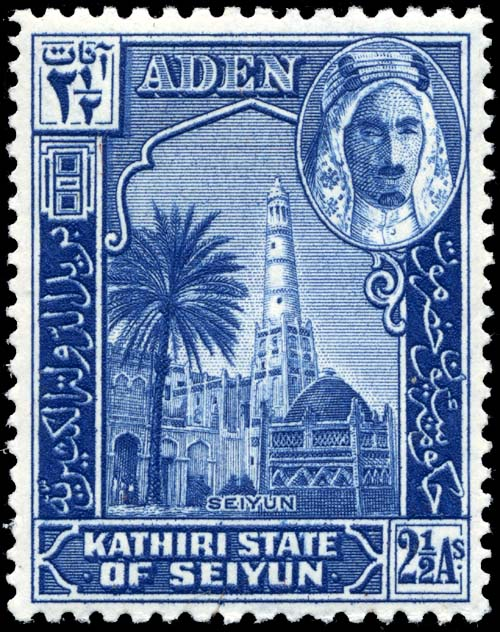
Briefmarke von 1942 mit dem Sultan und ein Bild der Hauptstadt

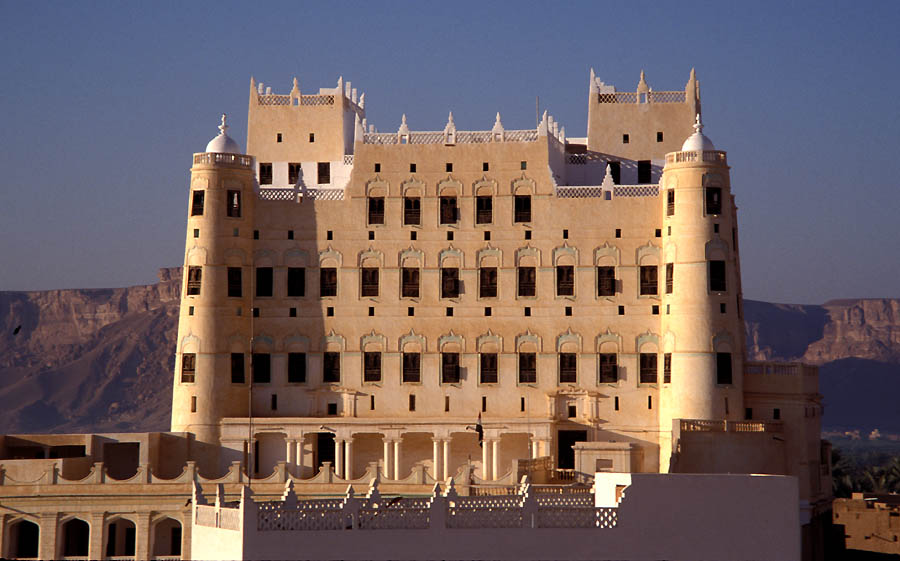
Der Sultan-al-Kathiri-Palast in Sai'ūn aus den 1920er Jahren

Die Kathiri (arabisch الكثيري, DMG al-Kaṯīrī) sind einer der größten Stämme des Jemen, wo sie im Hadramaut ein Sultanat gründeten.

## Das Sultanat
1462/63 eroberten die Kathiri Dhofar und behielten dort die Oberhoheit bis 1804. 1488 drangen sie unter Badr Abu Towairaq von Sanaa im Hochjemen aus im Hadramaut ein. Dafür warben die Kathiri Söldner an, hauptsächlich Yafa’is aus den Bergen nordöstlich von Aden. Die Kathiris herrschten zeitweise über den größten Teil des Hadramaut und nahmen Einfluss bis in den heutigen Oman. Ihre Hauptstadt war zunächst Tarim, später Sai'ūn, das Schibam als Zentrum des Hadramaut ablöste.
Im 16. Jahrhundert annektierten die Yafa'is selbst den Westen des Hadramaut und gründeten ihren eigenen Staat mit Zentrum in al-Qatn. Ab 1829 dehnte der Herrscher von Maskat seine Macht auf Dhofar aus. Erst 1876 erkannten die Kathiri die omanische Oberhoheit über Dhofar an. Im 19. Jahrhundert wurden die Kathiri immer mehr durch die Qu'aiti bedrängt, so dass ihnen schließlich nur noch ein kleines Territorium ohne Meereszugang im Hadramaut blieb. In dieser Zeit nahm das Sultanat Handelsbeziehungen mit dem Britischen Empire auf und wurde 1848 schließlich britisches Protektorat als Teil des Protektorats von Jemen. 1962 lehnte das Sultanat den Beitritt zur Südarabischen Föderation ab. Al-Husain ibn Ali, der letzte Sultan der Kathiri, wurde am 2. Oktober 1967 gestürzt. Das Sultanat wurde zusammen mit dem restlichen britischen Protektorat und der Südarabischen Föderation als Demokratische Volksrepublik Jemen (Südjemen) am 30. November 1967 von den Briten unabhängig.
| Herrscher der Kathiri          | Herrscher der Kathiri                    |
| ------------------------------ | ---------------------------------------- |
| 1395 bis 1430                  | Badr as-Sahab ibn al-Habrali Bu Tuwairiq |
| ca. 1430 bis ca. 1450          | Muhammad ibn 'Ali                        |
| bis ca. 1493                   | Dscha'far ibn 'Abdallah                  |
| ca. 1516 bis ca. 1565          | Badr ibn 'Abdallah                       |
| 1565 bis 1582                  | ʿAbdallāh ibn Badr                       |
| 1582 bis 1612                  | ʿUmar ibn Badr Bū Tuwairiq               |
| 1670 bis 1690                  | Dscha'far ibn 'Abdallah al-Kathir        |
| 1690 bis 1707                  | Badr ibn Dscha'far al-Kathir             |
| 1707 bis 1725                  | 'Abdllah ibn Badr al-Kathir              |
| 1725 bis 1760                  | 'Amr ibn Badr al-Kathir                  |
| 1760 bis 1800                  | Ahmad ibn 'Amr al-Kathir                 |
| 1800 bis 1830                  | Muhsin ibn Ahmad al-Kathir               |
| 1830 bis 1880                  | Ghalib ibn Muhsin al-Kathir              |
| 1880 bis Mai 1929              | al-Mansur ibn Ghalib al-Kathir           |
| Mai 1929 bis 1938              | 'Ali ibn al-Mansur al-Kathir             |
| 1938 bis 24. April 1949        | Dscha'far ibn al-Mansur al-Kathir        |
| April 1949 bis 2. Oktober 1967 | al-Husain ibn 'Ali al-Kathir             |

## Kathiri außerhalb Arabiens

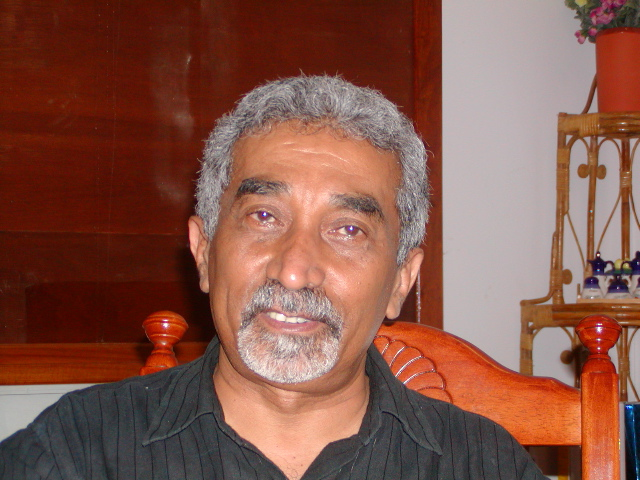
Marí Bin Amude Alkatiri

Mitglieder der Kathiri wanderten im 19. Jahrhundert in verschiedene Regionen Asiens aus. So zum Beispiel nach Indien, wo sie auch als Al Kaseri bekannt sind und zur ethnischen Gruppe der Chaush gehören.
Ein Nachfahre der Auswanderer ist der osttimoresische Politiker Marí Bin Amude Alkatiri, welcher der erste Premierminister des Landes nach der Wiedererlangung der Unabhängigkeit von Indonesien wurde. Er gehört zur dritten Generation seiner Familie auf Timor.

## Quelle
- World Statesmen